# Phlugis rhodophthalmus
Phlugis rhodophthalmus is een rechtvleugelig insect uit de familie sabelsprinkhanen (Tettigoniidae). De wetenschappelijke naam van deze soort is voor het eerst geldig gepubliceerd in 1940 door Mello-Leitão.